# Tioèster

Estructura general d'un tioèster.

Els tioèsters són els compostos químics amb el grup funcional R-S-CO-R. Són el producte de l'esterificació entre un àcid carboxílic i un tiol. Se'n troben molts en la bioquímica, el derivat més conegut és l'acetil-CoA.

## Síntesi
Els tioèsters es poden preparar de moltes maneres, però la principal via implica la condensació de tiols i àcids carboxílics en presència d'agents deshidratants:
RSH + R'CO₂H → RSC(O)R' + H₂O

## Bioquímica

Estructura de l'acetil coenzim A.

Els tioèsters són intermedis comuns en moltes reaccions biosintètiques, incloent-hi la formació i degradació d'àcids grassos i mevalonat, precursor d'esteroides. També intervenen en la biosíntesi de la lignina.

### Els tioèsters i l'origen de la vida
Els tioèsters s'ha proposat que siguin precursors de la vida. Donat que els tioèsters estan implicats en la regeneració i ús d'ATP i en la síntesi de tots els èsters incloent els que es troben als lípids.

## Compostos isomèrics: tionoèsters

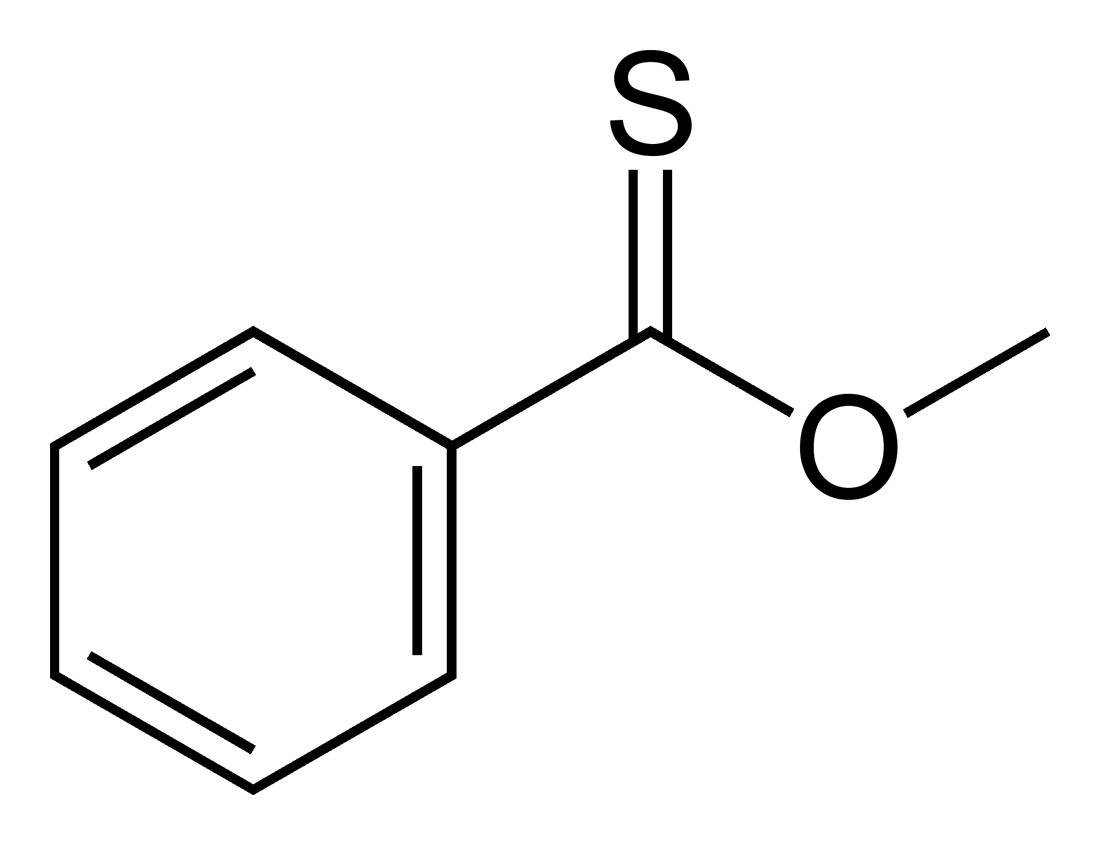
Metil tionobenzoat

Els tionoèsters són isomerics amb els tioèsters. En un tionoèster, el sofre reemplaça l'oxigen carbonil de l'èster.